# Loddon
Loddon es una localidad situada en el condado de Norfolk, en Inglaterra (Reino Unido) ubicado a unos 19 km de la ciudad de Norwich, en las másgenes del río Chet, tributario del río Yare. Cuenta con una población estimada a mediados de 2016 de 3748 habitantes.
Se encuentra ubicada al noreste de la región Este de Inglaterra, cerca de la ciudad de Norwich —la capital del condado— y de la costa del mar del Norte.

## Toponimia
Loddon toma su nombre de la voz celta para río lodoso, refiríendose al río Chet.

## Origen
La primera mención escrita de Loddon (Lodne) se encuentra en el testamento de Ælfric Modercope, el cual fue escrito entre 1042-1043. En el testamento de Ælfric, se dividían sus propiedades en Loddon, Bergh Apton y Barton entre los obispos de Bury, Ely y San Benet de Holme. Ælfric tenía 450 acres (1,8 km²) de tierras en Loddon y fue, con mucho, el mayor terrateniente del área. Se cree que su casa señorial estaba cerca de la iglesia con vistas al río y los campos se conocen actualmente como Manor Yards.